# Vyškolená imunita
Vyškolená imunita (z angl. trained immunity) je relativně novodobý pojem, který se týká imunitní paměti u vrozené části imunitního systému. Imunitní paměť byla považována za vlastnost pouze adaptivní imunity, nicméně v posledních letech dochází k nárůstu důkazů ohledně imunitní paměti u vrozené části imunitního systému; takzvaná vrozená imunitní paměť (z angl. innate immune memory). U vrozené imunity nedochází k tvorbě specifických protilátek, jako je tomu u imunity adaptivní, ale může docházet právě k určitému vyškolení imunitních buněk pro sekundární shledání s patogenem. Vyškolení vrozené imunity je zprostředkováno převážně epigenetickými modifikacemi, oproti klasické imunitní paměti trvá maximálně v řádu měsíců a je většinou nespecifické ve smyslu, že nedochází k tvorbě specifických protilátek/receptorů .
Vrozená imunitní paměť je pojem, který se někdy používá ve vztahu k vrozené imunitě napříč všemi taxony, přičemž u jednotlivých skupin organismů se mluví v konkrétnějších pojmech, a někdy je brán jako synonymum k vyškolené imunitě. Pojem vyškolená imunita se vztahuje pouze k vrozené imunitní paměti u obratlovců.
Důkazy pro vyškolenou imunitu zatím existují nejvíce u NK buněk a monocytů/makrofágů, méně pak u γδ T buněk a u přirozených lymfoidních buněk (ILCs).

## Monocyty a makrofágy
U monocytů/makrofágů může po ligaci pattern recognition receptorů (PRRs) docházet k epigenetickým modifikacím, které tyto imunitní buňky připraví na sekundární shledání s antigenem . Přičemž sekundární odpověď nemusí být zvýšena pouze proti stejnému patogenu, ale i proti rozdílným patogenům, jejichž antigeny jsou rozpoznávány stejnými PRRs. Toto bylo několikrát nezávisle pozorované při stimulaci buněk pomocí β-glukanu, Candida Albicans nebo při vakcinaci proti tuberkulóze pomocí vakcíny obsahující BCG . Monocyty jsou velmi krátce žijící buňky, nicméně zvýšenou sekundární odpověď proti určitému patogenu lze pozorovat i několik měsíců po primární stimulaci. To naznačuje, že se imunitní paměť vytváří už na úrovni progenitorových buněk, ale zatím není jasné, jak k tomu dochází .

## NK buňky
Oproti monocytům je vyškolená imunita u NK buněk více podobná klasické imunitní paměti ve smyslu, že dochází ke vzniku alespoň částečně specifických klonů NK buněk. Tyto buňky mají na svém povrchu receptory proti určitým antigenům, s kterými přišly do styku při prvotní stimulaci . U NK buněk dochází po styku s cytomegalovirem také k expanzi určitých klonů nesoucích na svém povrchu Ly49H receptor a následně tato populace NK buněk vykazuje znaky imunitní paměti .